# Franco Capuana
Franco Capuana, pseudonimo di Francesco Giacinto Capuana (Fano, 29 settembre 1894 – Napoli, 10 dicembre 1969), è stato un direttore d'orchestra italiano.

## Biografia
Nasce a Fano da Giuseppe Capuana, direttore di banda di origine siciliana, con rapporti di parentela con lo scrittore Luigi Capuana  e Maria Michela Guarini, maestra elementare di origine campana. La famiglia si era trasferita a Fano perché il padre era il direttore della banda del 65° Reggimento di Fanteria. Precedentemente i Capuana avevano vissuto a Milano, dove nel 1891 era nata la primogenita Maria, destinata ad una brillante carriera di mezzosoprano. A Fano nasce Franco e la seconda figlia Luisa, mentre la terza figlia, Celeste, nasce a Chieti, prima che la famiglia si trasferisca definitivamente a Napoli.
Franco studia al Conservatorio di San Pietro a Majella di Napoli, dove è direttore Giuseppe Martucci e nel 1915 si diploma in composizione (nella classe di Camillo De Nardis) e direzione d'orchestra. Oltre alla sorella Maria, anche Luisa canterà da Mezzosoprano, ma preferirà laurearsi in Pedagogia al Magistero di Napoli, e Celeste, diplomatasi in pianoforte, intraprenderà una carriera di concertista e successivamente insegnerà Pianoforte presso lo stesso Conservatorio, dove rimarrà fino al 1969. Anche lo zio di Franco da parte di madre era un musicista del Teatro alla Scala ed i suoi figli, Mario e Nino, saranno anche loro musicisti.
Nel 1915, all'età di 21 anni, dirige al Teatro Eldorado di Napoli la prima della sua opera La piccola irredenta, su libretto di Renato d'Andrea.
Nel 1918 sposò Emy Gallo, dalla quale ebbe il figlio Nanni, prematuramente scomparso nel 1944, appena ventenne.
Dopo l'esordio come direttore affrontò un lungo tirocinio, che portò nel 1924 a due ingaggi, al Teatro Massimo di Palermo e al  Carlo Felice di Genova (con la prima esecuzione della Sandha di Felice Lattuada. Seguì un periodo di due anni al Regio di Torino, dove diresse, fra le altre opere, Debora e Jaele di Pizzetti, L'amore medico di Wolf Ferrari e Il Re di Giordano. Nel 1930, al San Carlo di Napoli, diresse Capuleti e Montecchi di Bellini, Ugonotti di Meyerbeer, Louise di Charpentier, Principe Igor di Borodin e Judith di Honegger.
Nonostante non vi fosse cresciuto, ebbe sempre un legame con la nativa Fano, dove tornò a dirigere molte volte. Nel luglio del 1936, alla riapertura del Teatro della Fortuna dopo i lavori resi necessari dal terremoto, diresse Andrea Chénier di Giordano con Galliano Masini, Rosetta Pampanini e Mario Basiola e Manon Lescaut di Puccini con Gilda Dalla Rizza, Giovanni Voyer e Saturno Meletti. Nel 1937 Madama Butterfly con Licia Albanese, Alessandro Granda e Vincenzo Guicciardi e La Wally di Catalani con Maria Pedrini, Franco Lo Giudice e Leone Paci.
Successivamente dirige per la prima volta al Teatro alla Scala, con Goyescas di Granados, Margherita da Cortona di Refice e Proserpina di Bianchi. Continuerà a dirigere nel teatro milanese con L'oca del Cairo di Mozart, Donata di Scuderi e La pulce d'oro di Ghedini. Diresse Jenůfa di Janáček al Teatro Carlo Felice di Genova e alla Fenice di Venezia.
Essendo sempre più conosciuto, arrivarono anche gli impegni internazionali, come la Staatsoper di Vienna, il Liceu di Barcellona, il Colòn di Buenos Aires, l'opera di Berlino, Copenaghen, Madrid, Monaco, il Cairo e Stoccarda. Nel 1946 portò a Londra le maestranze del Teatro di San Carlo, da poco riorganizzato dopo la seconda guerra mondiale, per degli spettacoli al Covent Garden. Capuana tornò a dirigere a Londra anche nel 1951 e 1952.
Nel 1947 tornò a dirigere alla Scala, dove poi divenne Direttore Musicale nel 1949. Nel teatro milanese diresse Regina Uliva di Giulio Cesare Sonzogno, Il Nazzareno di Perosi e la prima ripresa del Novecento della Lodoïska di Cherubini.
Nel 1962 venne nominato Grande ufficiale dell'Ordine al merito della Repubblica italiana.
Morì la sera del 10 dicembre 1969, sul podio del Teatro S. Carlo di Napoli, mentre dirigeva l'apertura della stagione del Teatro, con l'opera Mosè di Rossini.
Dava grande importanza alla fedeltà alla partitura, spesso ripristinando la scrittura originale a discapito delle prassi, e fu considerato molto esigente e severo, nonché un buon conoscitore delle voci.

## Opere
| Anno             | Opera | Città   | Teatro                          | Cast |
| ---------------- | --- | ------- | ------------------------------- | --- |
| 1915             | La piccola irredenta, musiche proprie su libretto di Renato d'Andrea                                                             | Napoli  | Teatro Eldorado (a Santa Lucia) | |
| 1917             | Pagliacci e Cavalleria Rusticana                                                                                                 | Roma    | Teatro Costanzi                 | |
| 1919             | I dispettosi amanti di Attilio Parelli                                                                                           | Bergamo | Teatro Gaetano Donizetti        | |
| 1925             | La bohème | Bergamo | Teatro Gaetano Donizetti        | Rosetta Pampanini |
| 1919             | La traviata | Bergamo | Teatro Gaetano Donizetti        | |
| 1924             | Sandha di Felice Lattuada | Genova  | Teatro Carlo Felice             | |
| 1928             | Falstaff | Torino  | Teatro Regio                    | Mariano Stabile, Alessio De Paolis, Francesco Dominici, Ernesto Badini                                                                               |
| 1929             | Debora e Jaele, Fra Diavolo, Lucia di Lammermoor, Carmen, L'amore medico, La forza del destino                                   | Torino  | Teatro Regio                    | Aureliano Pertile, Alessio De Paolis, Francesco Dominici, Ernesto Badini, Toti Dal Monte, Carlo Tagliabue, Margherita Carosio, Benvenuto Franci      |
| 1930             | Elettra, L'olandese volante, Andrea Chénier, El amor brujo, Gianni Schicchi, Il Conte Ory                                        | Torino  | Teatro Regio                    | Maria Caniglia, con la sorella Maria Capuana, Gianna Pederzini                                                                                       |
| 1930             | prima assoluta di L'ultimo Lord di Franco Alfano, Adriana Lecouvreur                                                             | Napoli  | Teatro di San Carlo             | Mafalda Favero, Riccardo Stracciari |
| 1932             | La serva padrona | Napoli  | Teatro di San Carlo             | Bruna Dragoni, Vincenzo Bettoni |
| 1935             | Norma, Tosca, Baldo di Giovanni Ascanio Cicogna Mozzoni, Andrea Chénier, La Gioconda, La Wally                                   | Venezia | Gran Teatro La Fenice           | Rosa Raisa, Giacomo Rimini, Galliano Masini, Gina Cigna                                                                                              |
| 1936             | Simon Boccanegra, Lucia di Lammermoor, Tristano e Isotta, Tosca                                                                  | Parma   | Teatro Regio                    | Carlo Galeffi, Giovanni Voyer, Iva Pacetti, Giovanni Malipiero                                                                                       |
| 1937             | La samaritana di don Arnaldo Furlotti                                                                                            | Parma   | Teatro Regio                    | |
| 1937             | Giuditta di Arthur Honegger e La campana sommersa                                                                                | Napoli  |                                 | |
| 1937             | Goyescas di Enrique Granados | Milano  | Teatro alla Scala               | Maria Carbone, Cloe Elmo, Afro Poli |
| 1938             | Margherita da Cortona di Licinio Refice, Proserpina di Renzo Bianchi, Martha, I pescatori di perle                               | Milano  | Teatro alla Scala               | Tancredi Pasero, Giuseppe Nessi, Beniamino Gigli, Salvatore Baccaloni, Giuseppe Lugo                                                                 |
| 1938             | prima assoluta di Medusa e Madama Butterfly                                                                                      | Bergamo |                                 | |
| 1938             | La bohème | Verona  | Arena                           | |
| 1939             | Rigoletto | Verona  | Arena                           | |
| 1939             | Aroldo |         | EIAR                            | Maria Pedrini |
| 1940             | La Pulce d'oro di Giorgio Federico Ghedini                                                                                       | Genova  | Teatro Carlo Felice             | Iris Adami Corradetti |
| 1940             | La fanciulla del West | Bologna | Teatro Comunale                 | |
| 1941             | Luisa Miller, Rigoletto, Il trovatore, Falstaff                                                                                  | Parma   |                                 | Carla Castellani, Enzo Mascherini, Mario Filippeschi, Sara Scuderi, Elvira Casazza, Saturno Meletti                                                  |
| 1941             | Jenůfa di Leoš Janáček e Il trovatore                                                                                            | Venezia |                                 | Gabriella Gatti, Ebe Stignani |
| 1941             | Jamanto di Barbara Giuranna, Il barbiere di Siviglia                                                                             | Bergamo |                                 | Giacinto Prandelli, Gino Bechi |
| 1942             | La traviata, Lucrezia, Salomè | Venezia |                                 | Fedora Barbieri |
| 1942             | Ariadne auf Naxos | Trieste | Teatro Verdi                    | Fedora Barbieri |
| 1942             | La forza del destino, Adriana Lecouvreur                                                                                         | Bologna |                                 | |
| 1943             | L'Orfeo | Trieste |                                 | |
| 1943             | Werther | Roma    | Teatro Costanzi                 | Tito Schipa |
| 1944             | La bohème, Aida, Il trovatore, La forza del destino, Manon Lescaut                                                               | Roma    | Teatro Costanzi                 | Pia Tassinari, Ferruccio Tagliavini, Titta Ruffo, Italo Tajo, Giulio Neri, Miriam Pirazzini                                                          |
| 1945             | Rigoletto, La traviata, Cavalleria rusticana, Pagliacci, Madama Butterfly                                                        | Bologna |                                 | Adriana Guerrini |
| 1946             | prima assoluta di Miseria e nobiltà di Jacopo Napoli                                                                             | Napoli  |                                 | Paolo Silveri |
| 1946             | La traviata, Madama Butterfly, Tosca, Rigoletto, La bohème, Il barbiere di Siviglia, Cavalleria rusticana, Pagliacci             | Londra  | R.O.H. Covent Garden            | |
| 1947             | Tosca, La vedova scaltra | Venezia |                                 | Renata Tebaldi, Arrigo Pola |
| 1947             | Manon di Massenet, Trittico | Milano  | Teatro alla Scala               | Cesare Siepi, Clara Petrella, Gino Sinimberghi |
| 1948             | La bohème, Turandot, Iris, Louise, Dafni e Cloe, La valse di Maurice Ravel e L'amore dei tre re                                  | Milano  | Teatro alla Scala               | Francesco Albanese, Gino Penno, Nicola Rossi-Lemeni                                                                                                  |
| 1948             | La favorita, Betly, | Bergamo |                                 | Piero Guelfi |
| 1948             | Un ballo in maschera, | Bologna |                                 | |
| 1948             | Carmen, Aida | Firenze | Teatro comunale                 | Rolando Panerai, Ugo Novelli |
| 1949             | La favorita, Lucia di Lammermoor, prima assoluta di Regina Uliva di Giulio Cesare Sonzogno, I puritani                           | Milano  | Teatro alla Scala               | Gino Del Signore, Jolanda Gardino, Giuseppe Taddei, Enrico Campi                                                                                     |
| 1949             | Norma | Bologna |                                 | Mirto Picchi |
| 1950             | Lodoïska, Moïse et Pharaon, Francesca da Rimini, Don Pasquale, Aida                                                              | Milano  | Teatro alla Scala               | Fernando Corena, Giulietta Simionato, Alda Noni, Aldo Protti, Mario Del Monaco, Cesare Siepi, Fedora Barbieri, Renata Tebaldi                        |
| 1951             | Oberto, Conte di San Bonifacio, La buona figliuola, Lucrezia Borgia, Werther, Un ballo in maschera, L'hôtellerie portugaise      | Milano  | Teatro alla Scala               | Lina Aimaro, Rosanna Carteri, Sesto Bruscantini, Caterina Mancini, Mario Carlin, Paolo Montarsolo, Giulietta Simionato, Ilva Ligabue, Jussi Björling |
| 1951             | Ernani, Don Carlo | Parma   |                                 | Giangiacomo Guelfi, Giorgio Tozzi, Elena Nicolai |
| 1951             | Rigoletto, La bohème, Tosca, Il trovatore                                                                                        | Londra  | R.O.H. Covent Garden            | |
| 1952             | Madama Butterfly | Londra  | R.O.H. Covent Garden            | |
| 1952             | Il franco cacciatore, Otello, Mosè di Perosi                                                                                     | Roma    |                                 | Giulietta Simionato, Boris Hristov, Ramón Vinay |
| 1952             | Mosè di Perosi | Venezia | Cortile di Palazzo Ducale       | |
| 1953             | Aida, Un ballo in maschera | Vienna  | Wiener Staatsoper               | Walter Berry |
| 1953             | Falstaff | Roma    |                                 | Antonietta Stella, Agostino Lazzari |
| 1954             | Don Carlo | Venezia |                                 | Boris Hristov |
| 1954             | Lohengrin | Roma    |                                 | Anselmo Colzani |
| 1955             | Il cavaliere della rosa | Genova  |                                 | Mary Curtis Verna |
| 1955             | La damnation de Faust | Roma    |                                 | Mario Petri, Plinio Clabassi |
| 1955             | I vespri siciliani, Il crepuscolo degli dei                                                                                      | Torino  | Teatro Nuovo                    | Ugo Savarese, Boris Hristov |
| 1955             | Poliuto | Roma    | Terme di Caracalla              | Giacomo Lauri-Volpi |
| 1955             | Concerto per violino e orchestra n. 3 (Mozart), Concerto per violino e orchestra op. 64 (Mendelssohn), Sinfonia n. 8 (Beethoven) | Venezia |                                 | Isaac Stern |
| 1955             | La bohème, Tosca | Losanna |                                 | Gigliola Frazzoni |
| 1956             | Macbeth, La dama di picche | Roma    |                                 | Tito Gobbi, Sena Jurinac |
| 1956 (11 luglio) | La campana sommersa di Respighi                                                                                                  | Milano  |                                 | Margherita Carosio nel ruolo di Rautendelein, Orchestra Sinfonica & Coro di Milano della Rai                                                         |
| 1957             | Orfeo ed Euridice | Roma    |                                 | |
| 1957             | Nabucco | Bologna |                                 | Gastone Limarilli, Dino Dondi, Ivo Vinco, Antonio Zerbini                                                                                            |
| 1957             | Nerone | Napoli  | Teatro di San Carlo             | Adriana Lazzarini, trasmesso in diretta dalla Rai.                                                                                                   |
| 1958             | Boris Godunov, I dialoghi delle Carmelitane                                                                                      | Roma    |                                 | Sergio Tedesco, Boris Hristov, Gabriella Tucci, Elisabetta Barbato, Magda Olivero                                                                    |
| 1958             | I due Foscari | Torino  | Teatro Nuovo                    | Leyla Gencer |
| 1958             | Il furioso all'isola di San Domingo                                                                                              | Siena   | Teatro dei Rinnovati            | Nicola Filacuridi |
| 1958             | Un ballo in maschera, Rigoletto                                                                                                  | Losanna |                                 | Carlo Bergonzi, Renata Scotto |
| 1958             | Il trovatore, La fanciulla del West                                                                                              | Bologna |                                 | Franco Corelli |
| 1959             | Moïse et Pharaon | Roma    |                                 | |
| 1959             | La resurrezione di Cristo di Perosi                                                                                              | Venezia | Scuola Grande di San Rocco      | |
| 1959             | La battaglia di Legnano | Venezia |                                 | Pier Miranda Ferraro |
| 1959             | Chovanščina | Bergamo |                                 | |
| 1959             | Lohengrin | Bologna |                                 | |
| 1960             | La Wally, The Medium, Salomè, La leggenda dell'invisibile città di Kitež e della fanciulla Fevronija                             | Roma    |                                 | Alfredo Mariotti |
| 1960             | Elisa di Cherubini, L'italiana in Algeri                                                                                         | Firenze | Teatro della Pergola            | Nicola Monti |
| 1961             | Francesca da Rimini | Bologna |                                 | Marcella Pobbe |
| 1961             | Un ballo in maschera | Torino  | Teatro Nuovo                    | Ettore Bastianini |
| 1961             | Il mercante di Venezia di Castelnuovo-Tedesco                                                                                    | Firenze |                                 | Renato Capecchi, Lino Puglisi |
| 1962             | Faust, Adriana Lecouvreur | Torino  | Teatro Nuovo                    | Flaviano Labò, Renata Tebaldi, Fiorenza Cossotto, Giuseppe Valdengo                                                                                  |
| 1963             | I puritani, La dama di picche | Torino  | Teatro Nuovo                    | Virginia Zeani, Alfredo Kraus, Piero Cappuccilli, Giuseppe Campora                                                                                   |
| 1963             | Samson et Dalila, La Cenerentola                                                                                                 | Roma    |                                 | Mario Del Monaco, Giulietta Simionato |
| 1963             | Macbeth | Parma   |                                 | Bruno Prevedi |
| 1964             | Miseria e nobiltà di Jacopo Napoli                                                                                               | Milano  | Piccola Scala                   | Mariella Adani, Ugo Benelli, Giorgio Tadeo |
| 1964             | Mefistofele | Verona  | Arena                           | Nicolaj Ghiaurov, Carlo Bergonzi, Gabriella Tucci |
| 1964             | Ariadne auf Naxos | Genova  | Teatro Politeama Margherita     | |
| 1964             | Ariadne auf Naxos | Trieste |                                 | |
| 1966             | Aida | Verona  | Arena                           | Fiorenza Cossotto, Carlo Bergonzi e Bonaldo Giaiotti                                                                                                 |
| 1966             | Macbeth (opera)Macbeth, La sonnambula                                                                                            | Torino  | Teatro Nuovo                    | Daniele Barioni ed Agostino Ferrin |
| 1967             | Alzira | Roma    |                                 | Gianfranco Cecchele, Cornell MacNeil, Carlo Cava |
| 1967             | Saffo | Napoli  |                                 | Franca Mattiucci, Louis Quilico |
| 1967             | Il pirata | Firenze | Cortile del Palazzo Pitti       | Montserrat Caballé |
| 1967             | La forza del destino | Verona  | Arena                           | |
| 1969             | Mefistofele | Venezia |                                 | Maria Chiara, Oslavio Di Credico |
| 1969             | Alceste (Gluck) | Torino  | Teatro Nuovo                    | |
| 1969             | Mosè in Egitto | Napoli  | Teatro di San Carlo             | Franco Capuana muore dirigendo il 10 dicembre |

## Balletti
- Il combattimento di Tancredi e Clorinda, musica di Claudio Monteverdi, coreografie di Alanova direzione orchestra Franco Capuana, scene e costumi di Toti Scialoja, 1945.

## Registrazioni importanti
- Bellini: La sonnambula - Lina Pagliughi, Ferruccio Tagliavini e Cesare Siepi, Preiser
- Bellini: Il Pirata (Live) - Montserrat Caballé, Flaviano Labo, Piero Cappuccilli, Ugo Trama, Flora Rafanelli, Giuseppe Baratti, Orchestra e Coro del Maggio Musicale Fiorentino, Franco Capuana - Opera d'Oro
- Giacomo Puccini - La fanciulla del West, Orchestra dell'Accademia Nazionale di Santa Cecilia, Renata Tebaldi, Mario Del Monaco, Cornell MacNeil, Piero De Palma, Silvio Maionica, Giorgio Tozzi, Dario Caselli, Biancamaria Casoni - 1958 Decca;
- Giuseppe Verdi - Aida - Arena - 9 agosto 1966, Leyla Gencer, Carlo Bergonzi, Fiorenza Cossotto, Anselmo Colzani.
- Francesco Cilea - Adriana Lecouvreur, Orchestra e coro dell'Accademia di Santa Cecilia, Renata Tebaldi, Mario Del Monaco, Giulietta Simionato, Giulio Fioravanti, Silvio Maionica, Franco Ricciardi, Dora Carral, Fernanda Cadoni, Giovanni Foiani, Angelo Mercuriali, 1962, Decca Records.
- Zandonai: Francesca da Rimini (Live) - Raimondo Botteghelli, Eno Mucchiutti, Orchestra e Coro del Teatro Lirico Giuseppe Verdi di Trieste, Enzo Viaro, Franco Capuana, Renato Cioni, Mario Ferrara, Anna Gasparini, Leyla Gencer, Claudio Giombi, Rosa Laghezza & Silvana Alessio Martinelli - Walhall
- Alberto Curci - Opere per violino e orchestra: Concerto No.1 Op.21 "Romantico" (1944); Concerto No.2 Op.30 (1962); Concerto No.3 Op.33 (1963); "Suite italiana in stile antico" Op.34 (1963) - Franco Gulli, violino; Orchestra Sinfonica; Franco Capuana, dir | 2LP Edizioni Curci, LP110 e LP120 (p)1964